# Operclipygus dubitabilis
Operclipygus dubitabilis är en skalbaggsart som först beskrevs av Sylvain Auguste de Marseul 1889.  Operclipygus dubitabilis ingår i släktet Operclipygus och familjen stumpbaggar. Inga underarter finns listade i Catalogue of Life.